# Копачі (Молодечненський район)
Копачі (біл. вёска Капачы) — село в складі Молодечненського району Мінської області, Білорусь. Село підпорядковане Хожівській сільській раді, розташоване в західній частині області.